# Anatoli Alexandrowitsch Wanejew

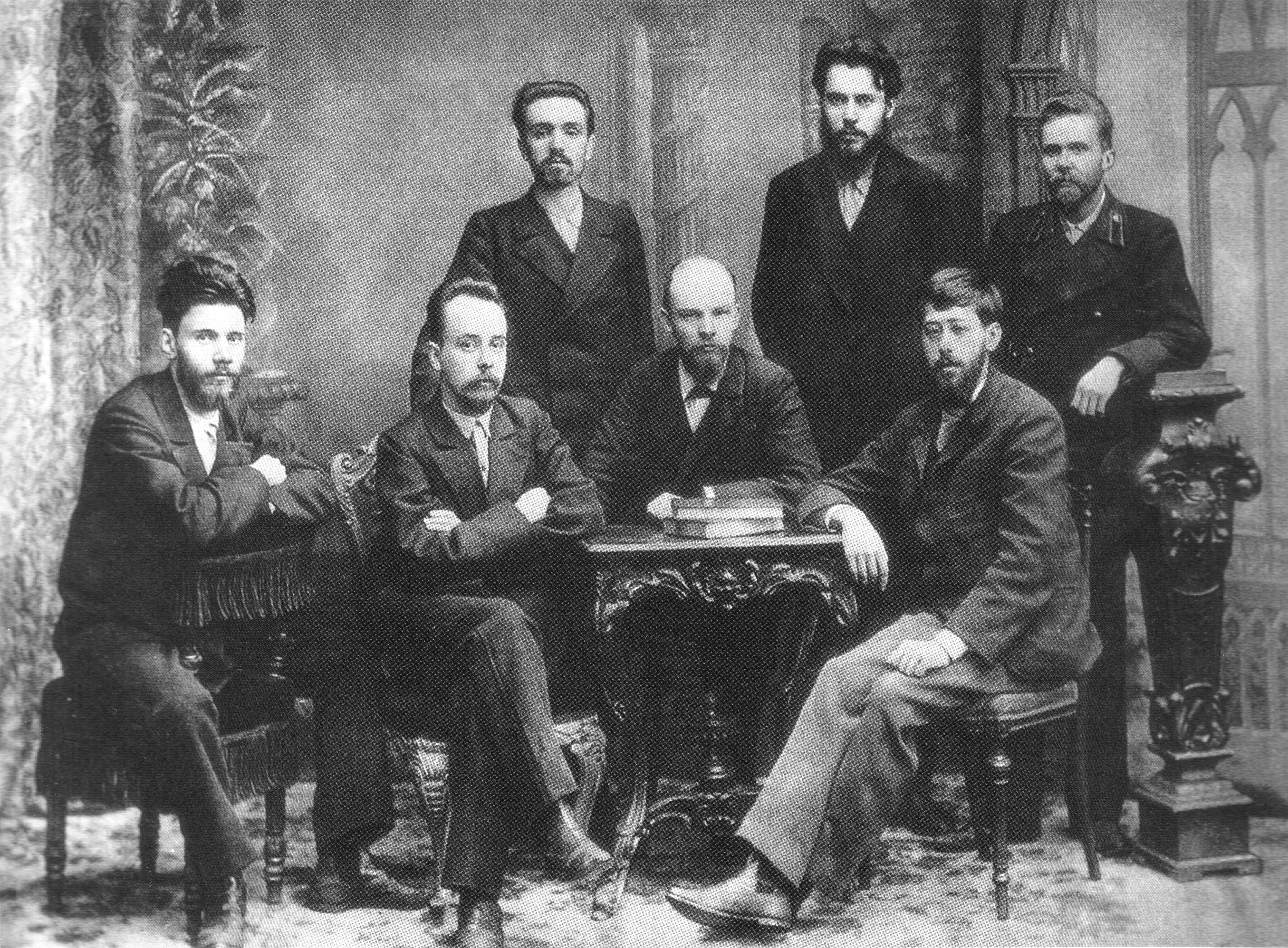
Mitglieder des „Kampfbundes zur Befreiung der Arbeiterklasse“ in Sankt Petersburg (1897), Wanejew (stehend, ganz rechts).

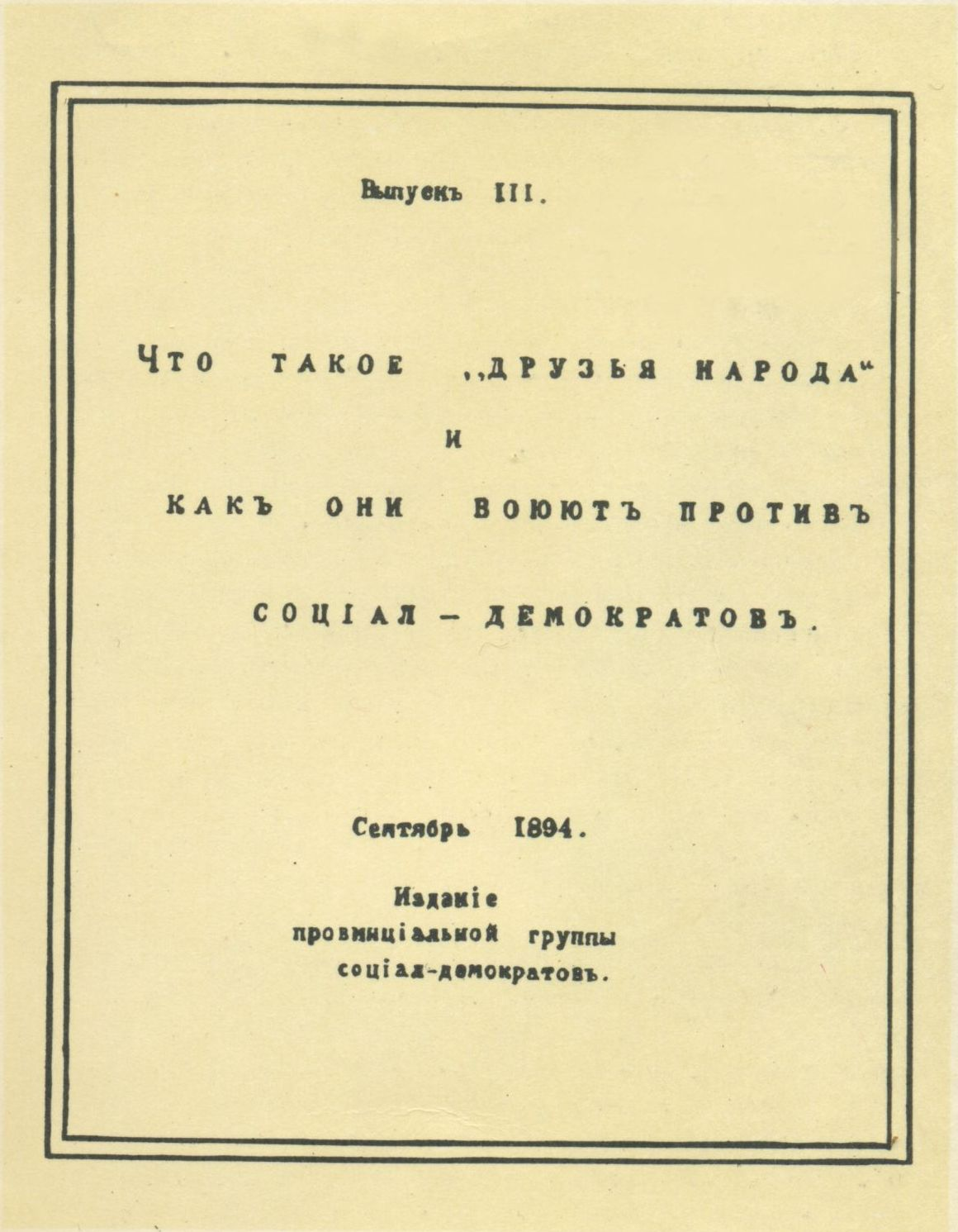
Die Erstausgabe der Schrift Was sind die „Volksfreunde“ und wie kämpfen sie gegen die Sozialdemokraten? (3. Serie)

Anatoli Alexandrowitsch Wanejew (russisch Анатолий Александрович Ванеев; * 26. Februarjul. / 9. März 1872greg. in Nischni Nowgorod; † 8. Septemberjul. / 20. September 1899greg. in Jermakowskoje, Region Krasnojarsk) war ein russischer Sozialdemokrat und aktiver Teilnehmer an der revolutionären Bewegung in Russland.

## Leben
Wanejew, Sohn eines Beamten, studierte von 1893 bis 1895 am Technologischen Institut in Sankt Petersburg. Er war 1895 an der Gründung des Petersburger „Kampfbundes für die Befreiung der Arbeiterklasse“ beteiligt, der von Wladimir Iljitsch Lenin geführt wurde. 
Wanejew war verantwortlich für die technische Vorbereitung für die Veröffentlichung der Zeitung des Kampfbundes „Рабочее дело“ (Rabotscheje Delo, dt. Arbeitersache). Die bereits druckreife erste Nummer wurde in der Nacht vom 8. zum 9. Dezember 1895 während einer Haussuchung bei Wanejew von Gendarmen beschlagnahmt und konnte nicht erscheinen. Wanejew war bereits 1894 an der illegalen, hektographischen Vervielfältigung von Lenins Kampfschrift Was sind die „Volksfreunde“ und wie kämpfen sie gegen die Sozialdemokraten? (russisch Что такое «друзья народа» и как они воюют против социал-демократов?) beteiligt gewesen, die in drei Serien erschien.
Wanejew wurde im Dezember 1895 verhaftet und 1897 nach Ostsibirien verbannt. Im Jahr 1899 unterzeichnete er den Protest russischer Sozialdemokraten (russisch Протест российских социал-демократов), der von Lenin in der Verbannung ausgearbeitet wurde, und sich gegen die sogenannten Ökonomisten richtete. Wanejew starb im Jahre 1899 in der Verbannung in Ostsibirien an Tuberkulose, die er sich in der Einzelhaft im Untersuchungsgefängnis geholt hatte.

## Ehrungen
- In Jermakowskoje befindet sich das Gedenkhaus-Museum A. A. Wanejew[1].
- In Sankt Petersburg und Nischni Nowgorod sind Straßen nach ihm benannt.